# L'étranger (série)
L'étranger (エトランゼシリーズ, Etoranze Shirīzu) é uma franquia de mídia japonesa criada por Kanna Kii. Originalmente iniciada em uma série de mangá de gênero Yaoi, L'étranger de la Plage (海辺のエトランゼ, Umibe no Etoranze), de julho de 2013, escrita e ilustrada por Kanna Kii. Em 25 de julho de 2014 a primeira edição de sua sequência foi lançada sob o nome de L'étranger du Zéphyr (春風のエトランゼ, Harukaze no Etoranze). Em setembro de 2020, um filme sobre o mangá foi lançado com o título Umibe no Étranger.
A primeira série de mangá, L'étranger de la Plage, contou com um único volume, voltado para o público feminino adulto, gênero conhecido como Josei. A segunda série, L'étranger du Zéphyr, também foi voltada para o público feminino adulto e, também assim como a primeira série, contou com Kanna Kii como escritor e ilustrador. Ambas as séries foram publicadas na revista On BLUE e editoradas pela Shodensha.

## Enredo

### L'étranger de la Plage
Shun Hashimoto é um romancista gay que mora em Okinawa, e conhece Mio Chibana, um estudante órfão que vive com seus parentes após a morte de sua mãe. No entanto, a reação de Mio em relação a Shun estendendo sua mão para ele o lembra do afastamento de seus pais após eles descobriram sua orientação sexual. Conforme Shun e Mio se aproximam, Mio confessa que está se mudando para a cidade, mas promete manter contato quando estiver lá.
Três anos depois, Mio volta repentinamente e confessa que está apaixonado por Shun, mas Shun é dominado pela culpa de privá-lo de ter uma vida "normal". Enquanto isso, a amiga de infância de Shun e ex-noiva, Sakurako, chega à ilha para persuadi-lo a retornar a Hokkaido devido à saúde precária de seu pai. Shun insiste em ficar com Mio, mas Mio o incentiva a voltar para se reconciliar com sua família. Percebendo que Mio está genuinamente apaixonado por ele e sentindo a verdade em suas palavras, Shun decide retornar a Hokkaido e pede a Mio para acompanhá-lo.

### L'étranger du Zéphyr
Com Mio o acompanhando, Shun visita a casa de seus pais em Hokkaido e descobre Fumi, seu irmão mais novo adotado durante sua ausência, e Sakurako o enganou para se reconciliar com seu pai. Shun e Mio vão morar com os Hashimotos, com o pai de Shun e Fumi lutando para aceitá-los totalmente como um casal. Durante o dia de observação dos pais na escola de Fumi, Shun inesperadamente encontra Wada, seu colega de classe e primeiro amor, embora não correspondido. Na primavera, Shun publica seu primeiro romance e instantaneamente ganha atenção da mídia, apesar de seu anonimato, devido a ser rotulado como um romancista gay. Cinco anos depois, Shun parou de escrever romances, enquanto Fumi se rebelou e se ressentiu por rejeitar Sakurako.

## Personagens
Mio Chibana (知花 実央, Chibana Mio)
Voz por Yoshitsugu Matsuoka
Mio é um freeter de 20 anos. Um nativo de Okinawa que vive com parentes depois que seus pais morrem. Após a morte de sua mãe quando ele estava no colégio, ele conhece Shun. Inicialmente ofendido com a atitude de Shun, ele logo se apaixona e o persegue romanticamente quando ele retorna a Okinawa já adulto. Mio tenta obter uma melhor compreensão das preocupações de Shun, apesar de Shun constantemente rejeitar seus avanços.
Shun Hashimoto (橋本 駿, Hashimoto Shun)
Voz por Taishi Muramata
Shun é um romancista gay de 27 anos. Originalmente de Hokkaido, ele se mudou para Okinawa para morar com sua avó depois que seus pais descobriram sua orientação sexual. Embora esteja atraído por Mio, ele reluta em revelar seus pensamentos, já que muitas vezes acredita que Mio nunca entenderia o que é ser gay e seria melhor não namorá-lo.
Sakurako (桜子)
Voz por Yū Shimamura
Sakurako é um amigo de infância de Shun, que sabia que ele era gay desde o colégio. Por meio de um casamento arranjado, ela também era noiva de Shun até que ele assumiu o compromisso para seus pais durante a cerimônia de casamento. Apesar disso, Sakurako continua apaixonada por ele.
Eri (絵理)
Voz por Ayumi Fujimura
Eri é uma mulher que morou com Shun e sua avó em Okinawa antes de se mudar para morar com sua namorada, Suzu.
Suzu (鈴)
Voz por Sayaka Nakaya
Suzu é namorada de Eri.

## Mídias

### Mangá
L'étranger de la Plage foi escrita e ilustrada por Kanna Kii, e é seu primeiro trabalho de mangá. Foi serializado na antologia bimestral de mangá On BLUE, de 2013 a 2014. Os capítulos foram posteriormente lançados em um volume encadernado pela Shodensha, sob o selo Feel Comics On BLUE.
O mangá foi seguido por uma sequência intitulada L'étranger du Zéphyr, que começou a ser publicada no volume 14 de On BLUE, que foi lançado em 25 de julho de 2014.[11] Os capítulos foram posteriormente lançados em volumes encadernados por Shodensha sob o selo On BLUE Comics.

### Filme
Em 25 de outubro de 2019, a Fuji TV anunciou que estava produzindo uma adaptação cinematográfica em forma de anime de L'étranger de la Plage, como parte de seu selo de anime de Boy's Love, Blue Lynx, com lançamento nos cinemas em 11 de setembro de 2020. O filme será animado pelo Studio Hibari e dirigido por Akiyo Ohashi. Kii, que antes era animador, supervisionará o filme e será responsável pelo design dos personagens. O filme será distribuído pela Shochiku. Mina Kubota irá compor a música para o filme, enquanto a banda Mono no Aware irá apresentar a música tema do filme, "Zokkon". A Funimation licenciou o filme sob o título em inglês de The Stranger by the Shore, transmitindo-o em seu site a partir de 9 de julho de 2021.

## Recepção
Em 2014, L'étranger de la Plage ficou em 5.º lugar na lista de histórias de Boy's Love recomendadas em uma pesquisa com 470 funcionários em 400 livrarias em todo o Japão. Referindo-se à experiência de Kii como animador, Kozue Aou de Kono Manga ga Sugoi! elogiou seu uso de contrastes de cores, planos gerais e close-ups dos personagens, além do trabalho de câmera que "fala eloquentemente sobre o coração do personagem." Sobre a adaptação cinematográfica de anime de L'étranger de la Plage, Kim Morissy do Anime A News Network elogiou a estética da história, mas criticou o desenvolvimento do personagem de Mio, alegando que sua mudança de comportamento foi muito abrupta e recebeu menos foco em favor do conflito de Shun.
O segundo volume de L'étranger du Zéphyr estreou na posição de número 48 na Oricon, vendendo 17.457 cópias em sua primeira semana. Kozue Aou de Kono Manga ga Sugoi! descreveu o primeiro volume de L'étranger du Zéphyr como "expressivo" e um "produto de primeira classe" que "reflete as emoções complexas de cada personagem", descrevendo a jornada de Shun e Mio para Hokkaido como tendo um "calor" que era realista.